# Michael Mathieu
Michael Mathieu (Freeport, 24 de junio de 1984) es un atleta bahameño de pruebas de velocidad, especializado en los 200 y 400 metros. Formó parte del equipo ganador de la medalla de oro de Bahamas en la prueba masculina de 4 x 400 metros relevo en los Juegos Olímpicos de Londres 2012 y de la medalla de plata en los Juegos Olímpicos de Pekín 2008. También fue parte del equipo de segundo lugar en el relevo del Campeonato del Mundo de 2007.
Individualmente, ha ganado medallas en el Campeonato Centroamericano y del Caribe, tomando la medalla de plata de 400 m en 2008 y el oro de 200 m en 2011. Sus mejores marcas personales son 20.16 segundos en los 200 m y 45,00 m para el 400 m (el primero es el registro récord para las Bahamas).

## Carrera
Mathieu asistió a la Escuela Secundaria de San Jorge, en las Bahamas, donde se graduó en 2001 como su "más excepcional atleta". Ganó una beca deportiva para asistir a Southwestern Christian College en Texas, Estados Unidos. Como un atleta júnior, ganó dos medallas de relé en la sección sub-20 del Campeonato Júnior CAC 2002. Al año siguiente se llevó la medalla de 400 m de bronce en los Campeonatos de Atletismo Júnior Panamericanos 2003. Subiendo las categorías de edad, ganó una medalla de bronce relé en los 400 m en el Campeonato de Atletismo NACAC Sub-23 de 2006.

## Resultados
| Año  | Competición                          | Ciudad   | Clasificación            | Disciplina            |
| ---- | ------------------------------------ | -------- | ------------------------ | --------------------- |
| 2007 | Campeonato Mundial                   | Osaka    | 2º                       | Relevo 4 × 400 metros |
| 2008 | Campeonato Mundial en Pista Cubierta | Valencia | eliminados en series     | Relevo 4 × 400 metros |
| 2008 | Juegos Olímpicos                     | Pekín    | 2º                       | Relevo 4 × 400 metros |
| 2010 | Campeonato Mundial en Pista Cubierta | Doha     | 5º                       | Relevo 4 × 400 metros |
| 2012 | Juegos Olímpicos                     | Londres  | 1º                       | Relevo 4 × 400 metros |
| 2014 | Campeonato Mundial en Pista Cubierta | Sopot    | eliminados en series     | Relevo 4 × 400 metros |
| 2015 | Campeonato Mundial                   | Pekín    | descalificados en series | Relevo 4 × 400 metros |
| 2016 | Campeonato Mundial en Pista Cubierta | Portland | 2º                       | Relevo 4 × 400 metros |